# Jeu de marchandage de Nash
Pour les articles homonymes, voir Nash.
Le jeu de marchandage de Nash, du nom du mathématicien et économiste John Forbes Nash, étudie la manière dont deux agents se partagent un surplus qu’ils peuvent générer conjointement. C'est essentiellement un problème de sélection de gain. Dans de nombreux cas, le surplus créé par les deux joueurs peut être partagé de nombreuses manières, ce qui oblige les joueurs à négocier la division des gains. Il existe deux approches typiques au problème de la négociation. L'approche normative étudie comment le surplus devrait être partagé ; elle formule des axiomes attrayants que la solution à un problème de négociation devrait résoudre. L’approche positive cherche comment le surplus sera partagé ; la procédure de négociation y est modélisée en détail comme un jeu non coopératif.

## Le jeu de la négociation
La solution de négociation de John Forbes Nash est la solution unique à un problème de négociation à deux personnes qui satisfait les axiomes d'invariance d'échelle, de symétrie, d'efficacité et d'indépendance des alternatives non pertinentes. Selon Walker, la solution de négociation de Nash a été montrée par John Harsanyi être la même que la solution de Zeuthen (en) du problème de négociation.
Le jeu de négociation de Nash est un jeu simple à deux joueurs utilisé pour modéliser les interactions de négociation. Deux joueurs exigent une portion de bien (généralement une somme d’argent). Si le montant total demandé par les joueurs est inférieur à celui disponible, les deux joueurs obtiennent leur demande. Si leur demande totale est supérieure à celle disponible, aucun joueur ne reçoit leur demande.
Nash présente en 1953 un jeu à la demande non coopératif avec deux joueurs incertains des paires de gains réalisables. À la limite, lorsque l'incertitude disparaît, les gains d'équilibre convergent vers ceux prédits par la solution de négociation de Nash.
Rubinstein a également conçu la négociation comme un jeu non coopératif dans lequel deux joueurs négocient sur la répartition d'un surplus connu sous le nom de jeu de négociation par offres alternées. Les joueurs jouent à tour de rôle en tant que proposant. La répartition du surplus dans l’équilibre parfait du sous-jeu unique dépend de la force avec laquelle les joueurs préfèrent les gains actuels aux gains futurs. Dans la limite où les joueurs deviennent parfaitement patients, la division de l'équilibre converge vers la solution de négociation de Nash.

## Description formelle
Un problème de négociation à deux personnes comprend :
- un ensemble de faisabilité {\displaystyle F}, un sous-ensemble fermé de {\displaystyle \mathbb {R} ^{2}} cela est souvent supposé convexe, dont les éléments sont interprétés comme des accords. {\displaystyle F} est souvent considéré comme convexe car, pour deux résultats possibles, une combinaison convexe (une moyenne pondérée) est généralement également réalisable ;
- un point de désaccord ou de menace {\displaystyle d=(d_{1},d_{2})}, où {\displaystyle d_{1}} et {\displaystyle d_{2}} sont les gains respectifs du joueur 1 et du joueur 2.

Le problème est non trivial si les accords dans {\displaystyle F} sont mieux pour les deux parties que le point de désaccord. Une solution au problème de la négociation sélectionne un accord {\displaystyle \phi } dans {\displaystyle F} .

### Ensemble de faisabilité
Les accords réalisables comprennent généralement toutes les actions conjointes possibles, ce qui aboutit à un ensemble de faisabilité incluant tous les avantages possibles. Souvent, l’ensemble des possibilités est restreint pour inclure uniquement les gains susceptibles d’être meilleurs que le point de mésentente pour les agents qui négocient.

### Point de désaccord
Le point de désaccord {\displaystyle d} est la valeur que les joueurs peuvent s’attendre à recevoir si les négociations se brisent. Cela pourrait être un équilibre focal auquel les deux joueurs pourraient s’attendre. Ce point affecte directement la solution de négociation, cependant, il va donc de soi que chaque joueur devrait essayer de choisir son point de désaccord afin de maximiser sa position de négociation. Pour atteindre cet objectif, il est souvent avantageux d’augmenter le gain de son désaccord tout en nuisant au gain du désaccord de l’opposant (d’où l’interprétation du désaccord comme une menace). Si les menaces sont considérées comme des actions, on peut alors créer un jeu séparé dans lequel chaque joueur choisit une menace et reçoit un gain en fonction du résultat des négociations. Il est connu comme le jeu de la menace variable de Nash.

## Analyse d'équilibre
Les stratégies sont représentées dans le jeu à la demande de Nash par une paire (x, y). x et y sont sélectionnés dans l'intervalle [d, z], où d est le résultat du désaccord et z la quantité totale de biens. Si x + y est égal ou inférieur à z, le premier joueur reçoit x et le second y . Sinon, les deux reçoivent d ; souvent {\displaystyle d=0} .
Il existe de nombreux équilibres de Nash dans le jeu de la demande de Nash. Tout x et y tels que x + y = z est un équilibre de Nash. Si l'un des joueurs augmente sa demande, les deux joueurs ne reçoivent rien. Si l'un ou l'autre réduit leur demande, ils recevront moins que s'ils avaient demandé x ou y . Il existe également un équilibre de Nash où les deux joueurs exigent le bien entier. Ici, les deux joueurs ne reçoivent rien, mais aucun des deux joueurs ne peut augmenter leur retour en modifiant unilatéralement leur stratégie.
Dans le jeu de négociation des offres alternées de Rubinstein, joueurs agissent[Quoi ?] à tour de rôle en proposant de partager un surplus. La répartition du surplus dans l’équilibre parfait du sous-jeu unique dépend de la force avec laquelle les joueurs préfèrent les gains actuels aux gains futurs. En particulier, prenons d le facteur d’escompte, qui correspond au taux auquel les joueurs actualisent leurs gains futurs. C'est-à-dire qu'après chaque étape, le surplus vaut d fois ce qu'il valait auparavant. Rubinstein a montré que si le surplus est normalisé à 1, le gain du joueur 1 à l'équilibre est de 1 / (1 + d), tandis que celui du joueur 2 est de d / (1 + d). Dans la limite où les joueurs deviennent parfaitement patients, la division de l'équilibre converge vers la solution de négociation de Nash.

## Solutions de négociation
Diverses solutions ont été proposées en fonction d’hypothèses légèrement différentes sur les propriétés recherchées pour le point d’accord final.

### Solution de négociation Nash
John Nash a proposé qu'une solution devrait satisfaire certains axiomes :
- invariant aux transformations affines ou Invariant aux représentations d'utilité équivalentes
- optimalité de Pareto ;
- indépendance des alternatives non pertinentes ;
- symétrie.

Nash a prouvé que les solutions satisfaisant ces axiomes sont exactement les points {\displaystyle (x,y)} dans {\displaystyle F} qui maximisent l'expression suivante: 
{\displaystyle (u(x)-u(d))(v(y)-v(d))}
où u et v sont les fonctions utilitaires du joueur 1 et du joueur 2, respectivement, et d est le résultat d'un désaccord. C'est-à-dire que les joueurs agissent comme s'ils cherchaient à maximiser {\displaystyle (u(x)-u(d))(v(y)-v(d))}, où {\displaystyle u(d)} et {\displaystyle v(d)}, sont les utilitaires du statu quo (utilité obtenue si l’un décide de ne pas négocier avec l’autre joueur). Le produit des deux services en surplus est généralement appelé produit Nash . Intuitivement, la solution consiste à ce que chaque joueur obtienne son bénéfice du statu quo (c’est-à-dire un paiement non coopératif) en plus d’une part des avantages découlant de la coopération. :15–16

### Solution de négociation Kalai – Smorodinsky
L’indépendance des alternatives non pertinentes peut être remplacée par un axiome de monotonicité des ressources . Ehud Kalai et Meir Smorodinsky en ont fait la démonstration. Cela conduit à la solution dite de négociation Kalai-Smorodinsky : c'est le point qui maintient les ratios de gains maximaux. En d’autres termes, si nous normalisons le point de désaccord à (0,0) et que le joueur 1 peut recevoir un maximum de {\displaystyle g_{1}} avec l'aide du joueur 2 (et vice versa pour {\displaystyle g_{2}} ), alors la solution de négociation Kalai – Smorodinsky donnerait le point {\displaystyle \phi } sur la frontière de Pareto telle que {\displaystyle \phi _{1}/\phi _{2}=g_{1}/g_{2}}.

### Solution de négociation égalitaire
La solution de négociation égalitaire introduite par Ehud Kalai est une troisième solution qui supprime la condition d'invariance d'échelle tout en incluant à la fois l'axiome de l' indépendance des alternatives non pertinentes et l'axiome de la monotonie des ressources. C'est la solution qui tente d'accorder un gain égal aux deux parties. En d’autres termes, c’est le point qui maximise le gain minimum entre les joueurs. Kalai note que cette solution est étroitement liée aux idées égalitaires de John Rawls.